# Otto Katzian
Otto Katzian (* 4. November 1891 in Wien-Leopoldstadt) war ein österreichischer Politiker (SPÖ) und Sportfunktionär. Von 1946 bis 1954 war er Erster Vizebürgermeister der Landeshauptstadt Klagenfurt.

## Biographie
Nach der Konstituierung eines ersten Klagenfurter Gemeinderates durch die britischen Besatzer wurde Katzian 1946 zum Vizebürgermeister unter Friedrich Schatzmayer bestellt. Als Finanzreferent hatte er große Verantwortung für den Aufbau und die Ordnung der wirtschaftlichen Verhältnisse der Stadt. Nach der Vergrößerung und Neukonstitutionierung des Gemeinderates im Jahr 1948 behielt Katzian seine Funktionen bei. Er wurde nach den Wahlen des Jahres 1949 als Vizebürgermeister bestätigt und behielt sein Amt auch unter Bürgermeister Peter Graf und nach den Wahlen des Jahres 1953 bei, wurde aber 1954 von Franz Pogatschnig abgelöst.
Neben seiner Tätigkeit in der Stadtpolitik war Katzian Präsident des Kärntner Handballbundes.